# Totò, Peppino et les Hors-la-loi
Pour plus de détails, voir Fiche technique et Distribution.
Totò, Peppino et les Hors-la-loi (Totò, Peppino e i fuorilegge) est un film italien réalisé par Camillo Mastrocinque et sorti en 1956.

## Fiche technique
- Titre original : Totò, Peppino e i fuorilegge
- Titre français : Totò, Peppino et les Hors-la-loi[1]
- Réalisation : Camillo Mastrocinque
- Scénario : Edoardo Anton, Mario Amendola, Vittorio Metz et Ruggero Maccari
- Photographie : Mario Albertelli
- Musique : Alessandro Cicognini
- Production : Isidoro Broggi et Renato Libassi
- Société de production : DDL, Manenti Film
- Société de distribution : Cineriz
- Pays de production :  Italie
- Langue : italien
- Format : Noir et blanc - 35 mm - 1,37:1 - son mono
- Genre : comédie
- Durée : 103 minutes (1 h 43)
- Dates de sortie : 
  - Italie : 30 décembre 1956
  - France : 2 octobre 1959

## Distribution
- Totò : Antonio
- Peppino De Filippo : Peppino
- Franco Interlenghi : Alberto
- Dorian Gray : Valeria
- Maria-Pia Casilio : Rosina
- Memmo Carotenuto : Ignazio Altamonte
- Mario Castellani : un bandit
- Barbara Shelley : la Baronne
- Renato Montalbano : un homme dans la boîte de nuit
- Lamberto Maggiorani : un bandit
- Mario Meniconi : le bandit avec un seul œil
- Titina De Filippo : Teresa
- Teddy Reno : lui-même